# Andy Rourke
Andrew Michael Rourke, detto Andy (Manchester, 17 gennaio 1964 – New York, 19 maggio 2023), è stato un bassista britannico, conosciuto per essere stato membro della band inglese The Smiths.

## Carriera
Prima di entrare negli Smiths, Andy Rourke suonò la chitarra e il basso in diversi gruppi rock, tra cui i Freak Party.

### Smiths
Amico d'infanzia di Marr, Rourke venne reclutato negli Smiths per sostituire il bassista Dale Hibbert la cui personalità poco si armonizzava con il resto del gruppo. Con la nuova band debuttò in concerto il 25 gennaio 1983 al Manhattan, club gay di Manchester che ogni martedì veniva aperto alle nuove proposte.
Nel 1986 venne allontanato dal gruppo per i continui problemi con l'eroina, ricevendo l'annuncio del licenziamento con un post-it affisso da Morrissey al parabrezza della sua auto, con la frase "Andy - hai abbandonato gli Smiths. Addio e buona fortuna".
Temporaneamente rimpiazzato al basso da Craig Gannon, Rourke venne però reintegrato nella band dopo un paio di settimane, prima di partire per un tour mondiale. Rimase negli Smiths fino al loro scioglimento avvenuto nel 1987, pubblicando con loro quattro album in studio, un live, varie raccolte e venti singoli.

### Post Smiths
Andy Rourke collaboró nei lavori di Sinéad O'Connor e nuovamente con Morrissey, nel biennio 1988-89. Suonò e registrò con i Pretenders, Killing Joke, Badly Drawn Boy, Aziz Ibrahim (ex Stone Roses), e con i Moondog One, con l'ex Oasis Bonehead ed anche Mike Joyce e Craig Gannon. Nel 2010 militó nella band Freebass assieme a Peter Hook dei New Order e a Mani ex Stone Roses. Nel 2011 iniziò un progetto chiamato Jetlag con cui, oltre a registrare i propri brani, realizzò un remix del brano Breakneck Speed, dei Tokyo Police Club.
Nel 2016 prese parte ad un nuovo progetto chiamato D.A.R.K, acronimo che fa riferimento ai membri della band: Dolores O'Riordan, Andy Rourke, Ole Korestky. Il primo e unico album pubblicato dalla neoformazione è Science Agrees.
 Muore a New York il 19 maggio 2023 a causa di un tumore al pancreas.

## Discografia

### Morrissey
Singoli
- Piccadilly Palare
- Interesting Drug
- November Spawned a Monster
- The Last of the Famous International Playboys

Album
- Bona Drag (1990)

### FreeBass
Singoli
- Live Tomorrow You Go Down (2010)

EP
- Two Worlds Collide (2010)
- You Don't Know This About Me (The Artur Baker Remixes) (2010)
- Fritz von Runte vs Freebass Redesign (2010)
- Two Worlds Collide (The Instrumental Mixes) (2010)

Album
- It's A Beautiful Life (2010)